# 八木絵香
八木 絵香（やぎ えこう）は日本の防災に関する研究者・心理学者。大阪大学コミュニケーションデザイン・センター教授。学位は博士（工学）。宮崎県出身。
これまで民間シンクタンクや大阪大学で主に災害心理学研究に従事し、多数の事故・災害現場調査を行うとともに、ヒューマンファクターの観点に立った事故分析・対策について研究・検討を行ってきた。現在は、社会的にコンフリクトのある科学技術の問題を取り上げ、意見や利害の異なる人同士が対話・恊働する場の企画、運営、評価を主な研究テーマとしている。
2011年3月、東日本大震災での原発事故をうけて、当時内閣官房参与であり、大阪大学での同僚でもあった平田オリザからの依頼をうけ、平田とともに、「原発事故が最悪の事態」となった場合の、内閣総理大臣による発表談話の元原稿を執筆した（事態が発生せず、発表されない原稿となった）。

## 略歴

### 学歴
主な学歴は以下の通り。
- 1995年3月、早稲田大学人間科学部卒業。
- 1997年3月、早稲田大学大学院人間科学研究科修士課程修了。
- 2005年3月、東北大学大学院工学研究科博士課程修了（北村正晴に師事）。

### 職歴
主な職歴は以下の通り。
- 1997年4月～1997年6月　株式会社防災都市計画研究所
- 1997年7月～2005年5月　株式会社社会安全研究所
- 2005年6月～2010年3月　大阪大学コミュニケーションデザイン・センター特任講師
- 2010年4月～　大阪大学コミュニケーションデザイン・センター特任准教授
- 2012年4月～2016年6月　大阪大学コミュニケーションデザイン・センター准教授
- 2016年7月～2020年７月　大阪大学COデザインセンター准教授
- 2020年8月～現在　大阪大学COデザインセンター教授

### 所属学会
主な所属学会は以下の通り。
- 科学技術社会論学会
- 日本質的心理学会
- 日本原子力学会
- 日本シミュレーション＆ゲーミング学会
- 日本災害情報学会

## 著書
- 八木絵香著「対話の場をデザインするー科学技術と社会のあいだをつなぐということ」（大阪大学出版会、2009年）ISBN 4872592913
- 水町衣里共同編集「対話で創るこれからの「大学」」大阪大学出版会、2017年
- 八木絵香著「続・対話の場をデザインする -安全な社会をつくるために必要なこと」大阪大学出版会、2019年
- 水町衣里共同編集「〈つながり〉を創りだす術 -続・対話で創るこれからの「大学」」大阪大学出版会、2020年
- 三上直之共著「リスク社会における市民参加」放送大学大学院教材 2021年